# Lento Goffi
Lento Goffi (Chiari, 15 november 1923 – Brescia, 14 januari 2008) was een Italiaans schrijver, dichter, literaire kritiek en journalist.
Hij maakte zijn werk voornamelijk in Lombardije, in de regio Brescia. Hij is een vertegenwoordiger van de vierde generatie van de Lombardij Lijn.

## Biografie
Lento Goffi werd in 1923 geboren in een antifascistische familie. Hij bezocht het lyceum Arnaldo en studeerde af in de literatuurwetenschappen aan de universiteit van Milaan; daarna gaf hij les aan verschillende instituten in Brescia.
Hij was getrouwd met Elisa Marchina, met wie hij een zoon kreeg, Giorgio.
Hij publiceerde onder andere Il Bruttanome.
Lento Goffi overleed in 2008 in een bejaardentehuis in Brescia.

## Werk
- 1962 : Lunarietto (Il Bruttanome)
- 1964 : Cinque poesie e una prosa (Sigma)
- 1968 : Dalla Marca d'Oriente (Scheiwiller)
- 1971 : Un'isola, sì con sei incisioni di Franca Ghitti (L.N.C.)
- 1974 : Evasivamente flou (Scheiwiller)
- 1979 : Cronachetta con sei incisioni di Franca Ghitti (Scheiwiller)
- 1981 : Un sabato di febbraio (Società di poesia)
- 1984 : L'attimo incolore con tre acqueforti di Giovanni Repossi (Il Farfengo)
- 1986 : Diario per l'assente (Almanacco dello Specchio, Mondadori)
- 1991 : L'amata Phegea (La Quadra)
- 1994 : Per orbite interne (La Quadra)